# Солов'ї (Медведевський район)
Солов'ї́ (рос. Соловьи, марій. Соловьи) — присілок у складі Медведевського району Марій Ел, Росія. Входить до складу Люльпанського сільського поселення.

## Населення
Населення — 4 особи (2010; 21 у 2002).
Національний склад (станом на 2002 рік):
- росіяни — 38 %
- марійці — 33 %
- лучні марійці — 29 %